# 金童
金童（キムトン）は、高麗の第27代王忠粛王の妃。モンゴル人で、元の皇族の魏王アムガの娘。1324年、忠粛王の王妃の亦憐真八剌の没後、忠粛王の王妃に降嫁される。翌年10月、漢陽の龍山行宮で死去。没後の1343年、元より曹国長公主に追封される。

## 家族
- 父：元の魏王アムガ
- 母：不明
- 夫：忠粛王
  - 子：龍山元子